# بيكي هارتلي
بيكي هارتلي هي لاعب كرة قاعدة كندية، ولدت في 2 سبتمبر 1985.